# ییژی هاولیس
ییژی هاولیس (انگلیسی: Jiří Havlis؛ ۱۶ نوامبر ۱۹۳۲ – ۳۱ ژانویهٔ ۲۰۱۰) قایقران روئینگ اهل چکسلواکی بود.
وی در مسابقات کشوری و بین‌المللی در مجموع برندهٔ ۲ مدال طلا، ۱ مدال برنز شده است.